# Ванжозеро (озеро, Повенецкое городское поселение)
Ванжозеро — озеро на территории Повенецкого городского поселения Медвежьегорского района Республики Карелия.

## Общие сведения
Площадь озера — 3 км², площадь водосборного бассейна — 12,2 км². Располагается на высоте 128,7 м над уровнем моря.
Форма озера продолговатая; вытянуто с севера на юг. Берега озера изрезанные, каменисто-песчаные, отчасти заболоченные.
Озеро протокой соединено с рекой Калья.
В озере расположены три острова, не имеющие названия.
Населённые пункты возле озера отсутствуют. Ближайший — деревня Габсельга — расположен в 15 км к югу от озера. От Габсельги к озеру подходит просёлочная дорога.
Код объекта в государственном водном реестре — 01040100611102000018848.